# مور داهان
مور داهان هو لاعب كرة قدم إسرائيلي في مركز الدفاع، ولد في 19 مارس 1989 في بئر السبع في إسرائيل. شارك مع منتخب إسرائيل تحت 18 سنة لكرة القدم ‏. أما مع النوادي، فقد لعب مع مكابي أخاء الناصرة ومكابي حيفا ونادي هبوعيل إيروني كريات شمونة.